# 苏联外交部
蘇聯外部關係部（俄语：Министерство внешних сношений СССР）建立於1923年。1946年前，該組織稱為蘇聯外交人民委員會（Народный комиссариат по иностранным делам），拉丁化後簡稱為Narkomindel；該部門通稱為蘇聯外交部（Министерство иностранных дел）。
全聯盟等級的外交人民委員會，在簽署蘇聯成立條約後的1923年7月16日成立，是建立於1917年所成立的蘇俄外交人民委員會基礎之上的。部門在1946年前 由人民委員領導，由外交部長領導至1991年，1991年曾稱外部關係部。每個外交部長均由蘇聯部長會議主席推舉推薦，並由最高蘇維埃主席團確認通過擔任，成為部長會議成員。

## 組織結構
此外，委員會指出，“拯救世界”的國際努力是最好的“社會主義階級觀念”。它相信，如果社會主義可以創造一個更加和平的世界，那麼社會主義將真正進行世界革命。
東歐的蘇聯衛星國政權在1989年瓦解後，東歐和西歐各部門之間不再有任何區別。
1986年，蘇聯政府建立了新的MER部門來處理軍備控制和裁軍。MER還創建了新的地區部門，例如太平洋部。這是一個根本性的變化，因為蘇聯外交部的結構基本上沒有變化。蘇聯教科書描述了蘇聯外交部的組織和結構，如下所示：

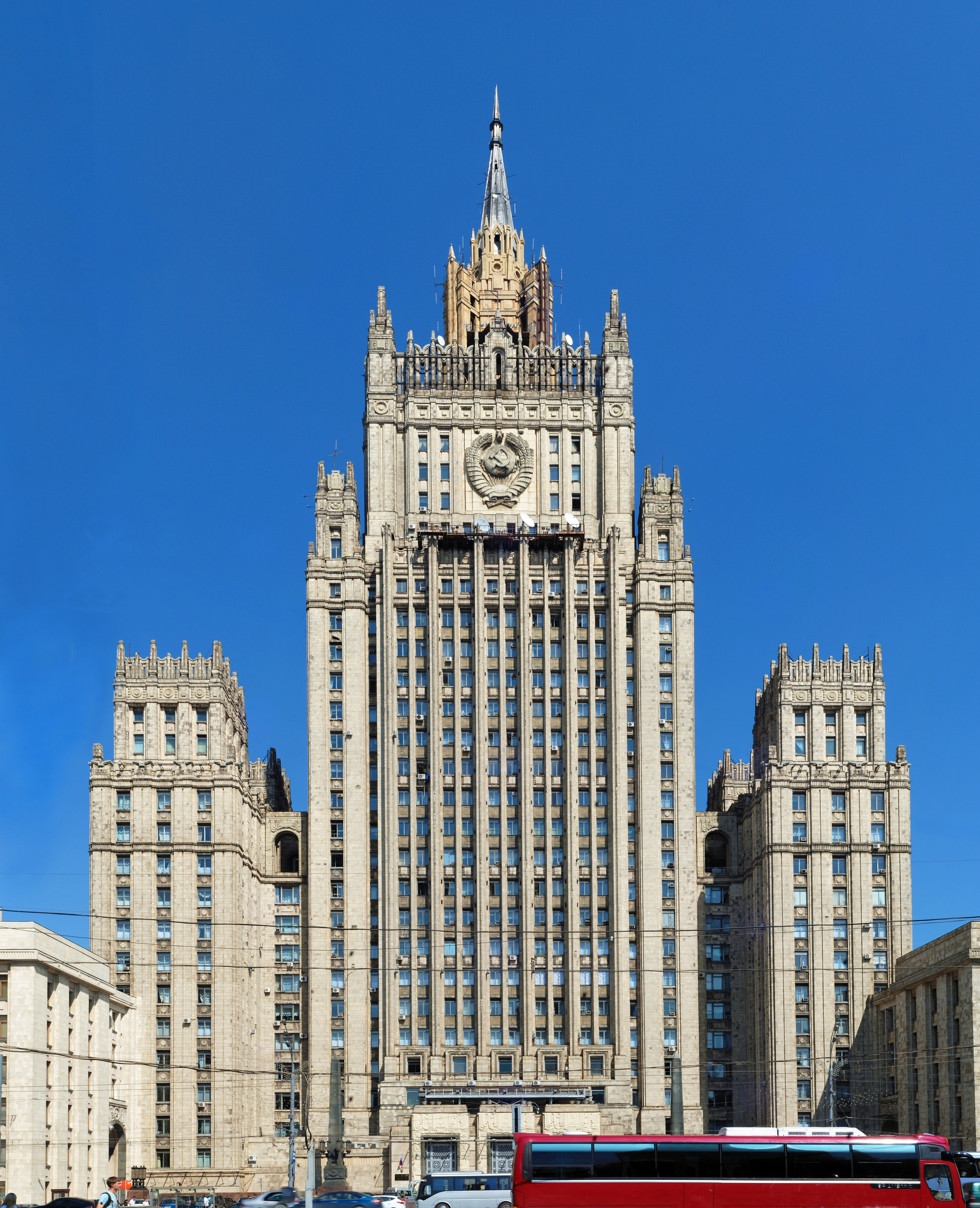
蘇聯外交大樓，典型的史達林式建築，現爲俄羅斯外交部大樓，攝於2011年

1986年和1987年初進行的重組工作導致許多高級外交官被替換。政府還引入了一項新原則，其中規定：“大使在同一職位任職4到5年後，就會失去敏銳的洞察力。在同一職位的最長期限為三年。”

## 意識形態與政策制定
意識形態是蘇聯外交的重要組成部分。蘇聯外交是建立在馬列主義思想之上的。烏里揚諾夫理解，妥協是外交中的重要因素，是與資本主義國家和平共處的支持者。
蘇聯外交部長愛德華·謝瓦爾德納澤聲稱，蘇聯在戈巴喬夫時期的外交，已成為在全世界維持穩定外交關係的基石。
蘇聯歷史上有許多黨與國家競爭的例子。在外交政策中，國家由蘇聯外交部代表，而國際部則由黨代表。
國際部的外交政策方針比蘇聯外交部的外交思想更為激烈，蘇聯外交部遵循的是軍備控制。
兩個蘇聯主要外交機構及其任務之間的衝突根深蒂固，看似不可避免。一方面，外交部尋求建立正式的國與國的關係；另一方面，國際部則追求該黨的夢想。一個以埋葬資本主義為代價的共產主義世界。